# Yuquan He
Koordinaten: 62° 13′ S, 58° 58′ W
Yuquan He (chinesisch 玉泉河 ‚Nephritfluss‘) ist ein 2,5 km langer Fluss auf der Fildes-Halbinsel von King George Island im Archipel der Südlichen Shetlandinseln. Er fließt durch das Tal Hengduan Shangu zur Hydrographers Cove.
Chinesische Wissenschaftler benannten ihn 1986 im Zuge von Vermessungs- und Kartierungsarbeiten. Seinen Namen verdankt er den in ihm gefundenen Nephrit.